# James Omondi
James Omondi (Nairobi, 30 de dezembro de 1980) é um treinador ex-futebolista profissional queniano que atuava como atacante.

## Carreira
James Omondi representou o elenco da Seleção Queniana de Futebol no Campeonato Africano das Nações de 2004.